# 栃丸正典
栃丸 正典（とちまる まさのり、1992年8月26日 - ）は、東京都練馬区出身で、春日野部屋所属の現役大相撲力士。本名は長谷山 正典（はせやま まさのり）。身長171.2cm、体重164.3kg、血液型はO型。得意技は押し。最高位は西十両11枚目（2022年7月場所）。

## 来歴
長谷山少年は、9歳年上の兄が相撲をやっていたため、幼少期より地元の相撲道場（石泉相撲クラブ）へ通って相撲の稽古を積んでいた。練馬区立大泉学園小学校4年次にはわんぱく相撲全国大会でわんぱく横綱のタイトルを獲得し、東京都教育委員会から表彰を受けている。わんぱく横綱のタイトルは5年次には獲得できなかったが、6年次の大会では坂元元規（現在の大奄美）に勝って再び獲得し、団体戦でも東京選抜チームとして出場し優勝している。練馬区立大泉学園中学校2年次には東京都の陸上競技大会で砲丸投げの8位入賞など、相撲以外のスポーツでも実績を残している。また、小学校4年次から中学校3年次までは相撲と並行して部活動やクラブチーム（FC大泉学園）でサッカーにも親しんでいたが、これは相撲に必要な足腰を鍛えることが目的であった。しかし、相撲では地元に稽古相手がいなくなってしまったことが災いして全国レベルでの活躍をすることができなかった。中学卒業後は、東京都立足立新田高等学校の相撲部監督から声がかかり同高校に進学した。高校時代には教育実習に来た高校の先輩・明月院秀政(現・千代大龍)に胸を出してもらったこともある。
高校卒業後は大相撲へ進むことを決意し、春日野部屋へ入門した。身長が当時の新弟子検査合格基準（当時は身長173cm以上が合格基準の1つであった）を満たしていなかったため、第二新弟子検査（現在は廃止）を経由して入門している。新弟子検査が、本場所が中止になるほどの大問題となった大相撲八百長問題が解決しないまま行われており、春日野部屋付き年寄の22代竹縄も関与が疑われていたことから、検査時は固くガードをされて受検した。初土俵同期は、高校の4学年先輩で幕下付出での入門となった千代大龍のほか、照ノ富士、常幸龍、力真、明生らがいる。2011年5月技量審査場所で初土俵を踏み、前相撲は2連勝で一番出世となった。初めて番付に四股名が載った同年7月場所は序ノ口で3勝4敗と負け越したが、続く9月場所では最初の2番を休場した後で5連勝をして、5勝0敗2休で自身初めての勝ち越しとなった。その後は順調な出世となり、2013年1月場所で幕下に昇進した。この場所から、四股名を「栃丸」に改めた。この四股名は、栃丸の丸い体型を見て師匠が命名したものである。その後はスランプで2度の三段目落ちを経験したが、2014年11月場所以降は幕下に定着した。2015年9月場所では十両昇進も見える幕下15枚目以内の地位についた。2016年1月場所では、7戦全勝なら十両に昇進できる東幕下13枚目の番付で初日からこの場所の幕下で唯一となる無傷の6連勝としたが、十両昇進と全勝優勝のかかった13日目の7番相撲で照強に敗れて、十両昇進はできなかった。しかし、6勝1敗の8人によりトーナメント形式で行われた幕下の優勝決定戦では、準決勝で同部屋の元十両栃飛龍を倒し、決勝でも宇良に勝って、自身初の各段優勝となる幕下優勝を果たした。2018年1月場所は1勝6敗に終わったが、場所後のコラムでは部屋の若者頭である栃乃藤から稽古量の豊富さと真面目さを評価されており「あとは十両に上がってやるという強い気持ちを持つこと」と言われた。2015年頃から膝の調子が悪く、2018年9月場所終了時点では階段の昇降もきついほど。突き押しには下半身の踏ん張りが不可欠であり、本人も「相撲のスタイルを変えるべきなのかと思う」と苦悩している。
部屋の関取の碧山の付け人でもあった。
2018年以降は幕下下位から三段目に低迷していたが、2020年に入ると復調し、2021年には十両昇進を伺う地位まで番付を戻した。しかしあと1歩のところで十両昇進を逃し続けている。2022年1月場所は西幕下4枚目で4勝3敗とし、雑誌『相撲』の3月場所予想番付では「非常に微妙」という表現ながら十両昇進とされていたが、番付編成会議の結果昇進はならなかった。3月場所は西幕下筆頭の地位で1番相撲から4連勝し、6日目の4番相撲終了時点で新十両昇進が濃厚となった。結局同場所はその後3連敗し4勝3敗に終わったものの、場所後の3月30日に開催された番付編成会議で、5月場所新十両昇進が決定した。都立足立新田高からは千代大龍に続いて2人目の関取。練馬区からは史上初。新十両会見で本人は「苦労した分、うれしさが倍に倍になって感無量でした」とかみしめ、師匠の春日野は「天才でもないし、何か光るものがあって入ってきたわけでもない。言葉は悪いが“サラブレッド”ではなかったが、打てば響く精神力があって今がある」と努力をたたえた。また、5月場所への思いについては「押すだけなんで。それを貫いていきたい。数字というよりも、いい相撲をとりたい」と語った。
2022年5月場所は新十両昇進を決めた3月場所よりも回転の速い突っ張りで前に出る内容が目立ち、終始白星を先行させて8勝7敗の勝ち越し。7月場所は負け越したものの西十両11枚目で6勝9敗と踏みとどまり、9月場所も十両残留を果たす。しかし西13枚目で迎えた9月場所では2勝13敗と大きく負け越し、在位3場所で幕下陥落となった。2023年5月場所4日目の2番相撲では、さがりが跳ね上がって自身の髷に引っ掛かり「さがり待った」が掛かる極めて珍しい事態となった(取組は突き落としで白星)。3、5、7月と3場所連続3勝4敗と負け越した後、9月場所から3場所連続で全休し、東序二段47枚目で迎えた2024年3月場所で7戦全勝、千秋楽の優勝決定戦で龍王に勝ち優勝した。三段目で迎えた翌5月場所も6勝1敗の好成績を挙げ、7月場所からは幕下で相撲を取っている。

## 取り口
愚直な突き押しが持ち味。関取昇進前に幕下で足踏みしていた頃は引き癖が若干見られたが、それが改善されたことで関取になれた。一方で四つ相撲は全くといって良いほど取れず、寄りや投げなどでの勝ちはほぼない。
関取昇進を掴んだのは師匠の元栃乃和歌の春日野親方や自身が付け人を務めた部屋の関取の碧山、部屋付きの元木村山の岩友親方などから嫌と言うほど押しを教え込まれたのが大きい。本人も「春日野部屋じゃなきゃ多分関取になっていない」と部屋への恩義を語っているという話がある。

## エピソード
- 好きなアーティストはケツメイシ、ZORN、AK-69[21]。
- 趣味・マイブームは料理[21]。
- 好物は白米[21]。
- 好きなテレビ番組は『相席食堂』[21]。
- 好きな漫画は『キングダム』[21]。
- 新十両場所の2022年5月場所から出身地である練馬区の公式アニメキャラクター「ねり丸」をあしらった化粧廻しを使用[22]。

## 主な成績
2025年7月場所終了現在

### 通算成績
- 通算成績：319勝256敗37休（85場所）

### 各段優勝
- 幕下優勝：1回（2016年1月場所）
- 序二段優勝：1回（2024年3月場所）

### 場所別成績
| | 一月場所 初場所（東京）   | 三月場所 春場所（大阪） | 五月場所 夏場所（東京）  | 七月場所 名古屋場所（愛知） | 九月場所 秋場所（東京） | 十一月場所 九州場所（福岡） |
| --- | ------------------------- | ----------------------- | ------------------------ | --------------------------- | ----------------------- | --------------------------- |
| 2011年 （平成23年） | x                         | 八百長問題 により中止   | （前相撲）               | 西序ノ口4枚目 3–4           | 東序ノ口2枚目 5–0–2     | 西序二段58枚目 6–1          |
| 2012年 （平成24年） | 西三段目90枚目 5–2        | 東三段目59枚目 5–2      | 東三段目33枚目 3–4       | 東三段目48枚目 4–3          | 西三段目33枚目 5–2      | 西三段目6枚目 5–2           |
| 2013年 （平成25年） | 西幕下45枚目 4–3          | 西幕下37枚目 3–4        | 東幕下50枚目 4–3         | 東幕下43枚目 4–3            | 西幕下36枚目 2–5        | 西幕下52枚目 6–1            |
| 2014年 （平成26年） | 西幕下23枚目 1–6          | 西幕下48枚目 3–4        | 東三段目3枚目 4–2–1      | 西幕下53枚目 3–4            | 東三段目3枚目 5–2       | 東幕下43枚目 6–1            |
| 2015年 （平成27年） | 東幕下21枚目 4–3          | 西幕下16枚目 2–5        | 西幕下32枚目 5–2         | 東幕下18枚目 5–2            | 東幕下9枚目 4–3         | 東幕下7枚目 3–4             |
| 2016年 （平成28年） | 東幕下13枚目 優勝 6–1     | 西幕下5枚目 1–5–1       | 東幕下22枚目 4–3         | 東幕下18枚目 5–2            | 西幕下9枚目 5–2         | 西幕下4枚目 4–3             |
| 2017年 （平成29年） | 西幕下3枚目 3–4           | 東幕下7枚目 2–5         | 東幕下16枚目 2–5         | 東幕下32枚目 5–2            | 東幕下20枚目 6–1        | 西幕下8枚目 2–5             |
| 2018年 （平成30年） | 東幕下20枚目 1–6          | 東幕下41枚目 2–5        | 東三段目5枚目 休場 0–0–7 | 西三段目65枚目 6–1          | 東三段目11枚目 2–5      | 東三段目36枚目 5–2          |
| 2019年 （平成31年 /令和元年） | 東三段目10枚目 4–3        | 西幕下59枚目 5–2        | 西幕下42枚目 5–2         | 西幕下27枚目 5–2            | 西幕下19枚目 2–5        | 西幕下34枚目 2–5            |
| 2020年 （令和2年） | 西幕下55枚目 3–4          | 東三段目6枚目 6–1       | 感染症拡大 により中止    | 西幕下30枚目 5–2            | 西幕下15枚目 5–2        | 東幕下8枚目 4–3             |
| 2021年 （令和3年） | 東幕下5枚目 4–3           | 東幕下4枚目 4–3         | 東幕下2枚目 4–3          | 西幕下筆頭 3–4              | 東幕下5枚目 3–4         | 西幕下10枚目 5–2            |
| 2022年 （令和4年） | 西幕下4枚目 4–3           | 西幕下筆頭 4–3          | 西十両13枚目 8–7         | 西十両11枚目 6–9            | 西十両13枚目 2–13       | 東幕下7枚目 3–4             |
| 2023年 （令和5年） | 西幕下11枚目 4–3          | 東幕下9枚目 3–4         | 西幕下16枚目 3–4         | 西幕下25枚目 3–4            | 東幕下37枚目 休場 0–0–7 | 東三段目15枚目 休場 0–0–7   |
| 2024年 （令和6年） | 東三段目76枚目 休場 0–0–7 | 東序二段47枚目 優勝 7–0 | 西三段目45枚目 6–1       | 東幕下56枚目 5–2            | 西幕下36枚目 5–2        | 東幕下20枚目 6–1            |
| 2025年 （令和7年） | 東幕下7枚目 5–2           | 西幕下2枚目 2–5         | 西幕下7枚目 0–2–5        | 西幕下42枚目 4–3            | x                       | x                           |
| 各欄の数字は、「勝ち-負け-休場」を示す。 優勝 引退 休場 十両 幕下 三賞：敢=敢闘賞、殊=殊勲賞、技=技能賞 その他：★=金星 番付階級：幕内 - 十両 - 幕下 - 三段目 - 序二段 - 序ノ口 幕内序列：横綱 - 大関 - 関脇 - 小結 - 前頭（「#数字」は各位内の序列） |                           |                         |                          |                             |                         |                             |

## 改名歴
- 長谷山 正典（はせやま まさのり）2011年5月技量審査場所 - 2012年11月場所
- 栃丸 正典（とちまる -）2013年1月場所 -